# Uropoda thorpei
Uropoda thorpei – gatunek roztocza z kohorty żukowców i rodziny Uropodidae.
Gatunek ten opisany został w 2012 roku przez Jenő Kontschána. Należy do grupy gatunków U. gibba.
Roztocz ten osiąga 680–710 μm długości owalnej, silnie wysklepionej idiosomy, której tarczka marginalna i grzbietowa są całkowicie oddzielone. W pobliżu tylnej krawędzi tarczki grzbietowej biegnie poprzeczna bruzda. Tarczka piersiowa z parą owalnych wgłębień w pobliżu bioder 4 pary odnóży. Tarczka genitalna samic języczkowata, samców owalna. Perytremy długie i wierzchołkowo zakrzywione. U samic wszystkie szczeciny na odnóżach igłowate, u samca na brzusznej stronie trzech członów przedniej pary odnóży obecne tęgie szczeciny.
Gatunek znany z Nowej Zelandii.